# Distritos de Managua

Distritos de Managua.

La ciudad de Managua con una superficie municipal de 267.2 km², está dividida en 7 distritos que limitan al norte con el lago Xolotlán, al sur con los municipios de Ticuantepe y El Crucero, al este con los municipios de Tipitapa y Nindirí y al oeste con Ciudad Sandino y Villa El Carmen.  Managua está dividida en 7 distritos. Cada delegación distrital está coordinada por un delegado representante del alcalde en el territorio. Esos distritos están divididos por 137 barrios, 94 residenciales, 134 urbanizaciones progresivas, 270 asentamientos humanos espontáneos y 21 comarcas. En el VIII Censo de Población y Vivienda de 2005, la población de los antiguos 5 distritos de Managua era de 937 489 habitantes, siendo el Distrito VI el más poblado con 274 139 habitantes o el 29%, seguido por el Distrito V con 207 387 o 22%, el Distrito IV con 190 207 o 20%, el Distrito V con 148 049 o 16% y el Distrito II con 117 303 o 13%. Sin embargo, el 26 de junio de 2009, se crearon el Distrito I o Distrito Capital y el Distrito VII de los distritos III, IV y V con una población de un millón de personas. Los dos nuevos distritos, el séptimo fue el resultado de dividir el distrito VI en dos de tamaño proporcional; mientras que el distrito uno, llamado distrito capital, resultó ser el viejo centro de la capital y de las zonas donde se ubica la principal actividad comercial, y, algunos territorios pertenecientes a los distritos III, IV y V.

### Distritos
| Distrito | Población (2011) | Extensión | Densidad | Barrios | Unidades policiales |
| I        | 182 446          | 46 km²    | 3,966    | 88      | 8                   |
| II       | 160 048          | 17 km²    | 9,415    | 56      | 4                   |
| III      | 187 508          | 74 km²    | 2,534    | 118     | 6                   |
| IV       | 143 589          | 11 km²    | 13,054   | 39      | 5                   |
| V        | 213 845          | 49 km²    | 4,364    | 88      | 8                   |
| VI       | 195 794          | 42 km²    | 4,662    | 56      | 6                   |
| VII      | 171 648          | 28 km²    | 6,130    | 72      | 5                   |
| Total    | 1 254 878        | 267 km²   |          |         |                     |